# Лягушка в кипятке

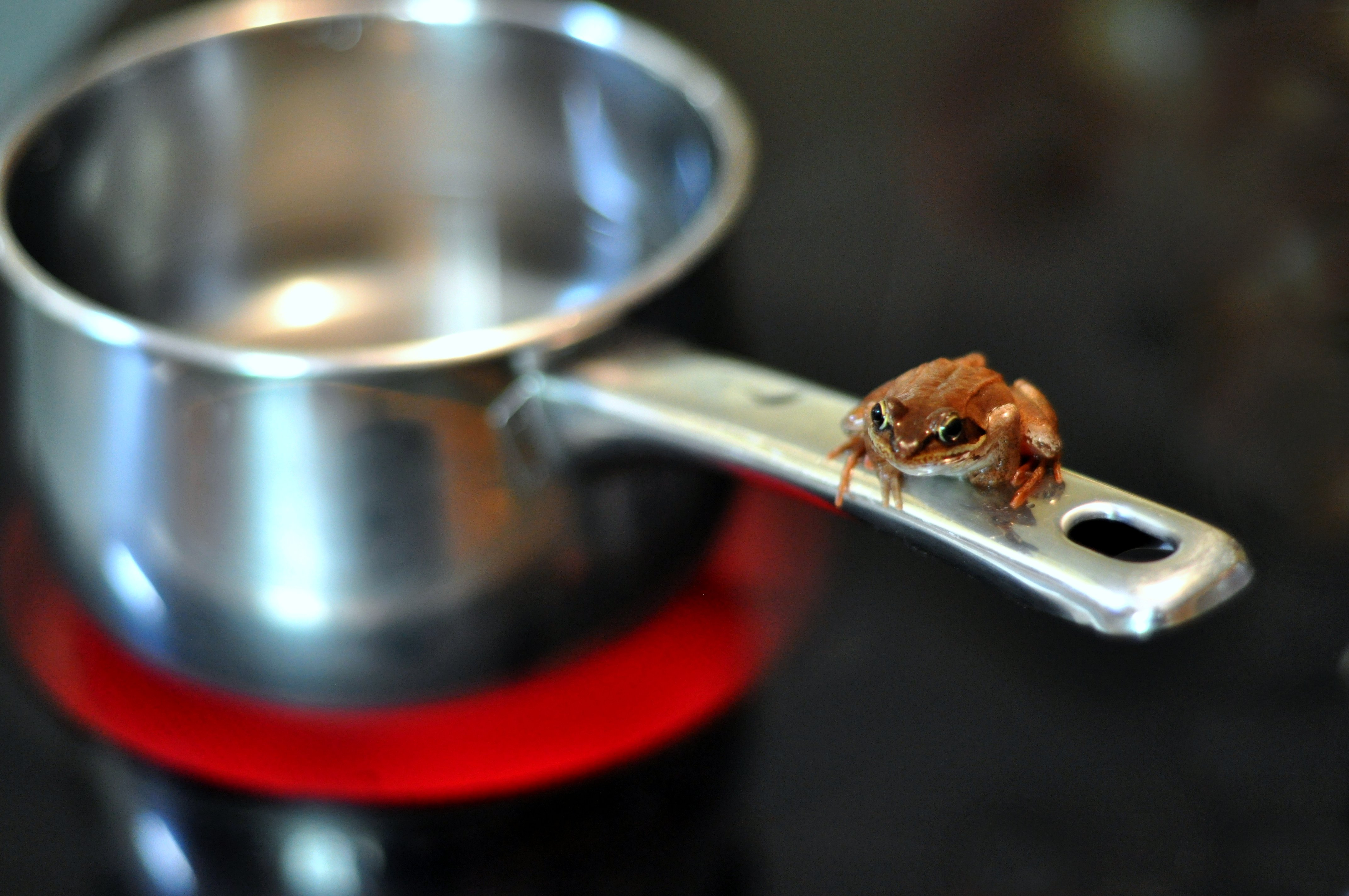

Лягу́шка в кипятке́ — научный анекдот, а также реально проводившийся в XIX веке эксперимент, описывающий медленное сваривание в кипятке живой лягушки.
Сутью эксперимента является предположение о том, что если лягушку поместят в кипящую воду, она выпрыгнет, но если она будет находиться в холодной воде, которая медленно нагревается, то она не будет воспринимать опасность и будет медленно погибать.
История часто используется как метафорическое отображение неспособности людей реагировать на значительные изменения, которые происходят постепенно.
Оригинальный эксперимент 1869 года проводился на лягушках с удалёнными мозгами. По данным современных биологов, эксперимент на здоровых животных даст совершенно противоположный результат: лягушка, брошенная в кипяток, будет не в состоянии выпрыгнуть и погибнет, а лягушка, оказавшаяся в медленно нагреваемой воде, будет пытаться выбраться наружу.
Однако, если скорость нагревания воды составляет порядка 0,1 °C в минуту, то лягушки не выпрыгивают и погибают при достижении температуры воды около 38 °C 